# ويليام هوارد (سياسي)
ويليام هوارد (بالإنجليزية: William Howard) هو محامي وسياسي أمريكي، ولد في 31 ديسمبر 1817 بمقاطعة جيفرسون في الولايات المتحدة، وتوفي في 1 يونيو 1891 بباتافيا في الولايات المتحدة. حزبياً، نشط في الحزب الديمقراطي. وقد انتخب عضو مجلس النواب الأمريكي.